# Microgaster ravus
Microgaster ravus är en stekelart som beskrevs av You och Zhou 1996. Microgaster ravus ingår i släktet Microgaster och familjen bracksteklar. Inga underarter finns listade i Catalogue of Life.